# Bart Hoolwerf
 Albertus "Bart" Hoolwerf (ur. 27 stycznia 1998 w Eemdijk) – holenderski łyżwiarz szybki, srebrny medalista mistrzostw świata.

## Kariera
Na rozgrywanych w 2023 mistrzostwach świata na dystansach w Heerenveen zdobył srebrny medal w starcie masowym. Rozdzielił na podium Belga Barta Swingsa i Włocha Andreę Giovanniniego. 
W sezonie 2022/2023 zajął trzecie miejsce w klasyfikacji końcowej startu masowego.
Podczas mistrzostwach Europy na dystansach w Heerenveen w 2024 roku zdobył brązowy medal w biegu drużynowym. 